# Teratembia banksi
Teratembia banksi is een insectensoort uit de familie Teratembiidae, die tot de orde webspinners (Embioptera) behoort. De soort komt voor in Paraguay.
Teratembia banksi is voor het eerst wetenschappelijk beschreven door Davis in 1939.